# Prawo rozcieńczeń Ostwalda
Prawo rozcieńczeń Ostwalda – przybliżona zależność stałej dysocjacji {\displaystyle K} słabego elektrolitu od jego stopnia dysocjacji {\displaystyle \alpha } i stężenia {\displaystyle C}.
- Dla elektrolitu binarnego (dwujonowego) opisuje je wzór[1][2][3][4]:

|  |  | {\displaystyle K={\frac {\alpha ^{2}C}{1-\alpha }}.} |  | (1) |

- Dla elektrolitu trójjonowego[1]:

|  |  | {\displaystyle K={\frac {4\alpha ^{3}C^{2}}{1-\alpha }}.} |  | (2) |

Prawo rozcieńczeń Ostwalda stosuje się m.in. do obliczeń dysocjacji słabych kwasów i zasad, a także do hydrolizy ich soli.
Równanie to spełnione jest jedynie w rozcieńczonych roztworach słabych elektrolitów, gdyż:
- pomija wpływ siły jonowej roztworu na współczynniki aktywności – powinno się używać aktywności zamiast stężeń,
- pomija jony będące wynikiem autodysocjacji rozpuszczalnika (wody) – niedopuszczalne dla bardzo małych stężeń elektrolitu porównywalnych ze stężeniem jonów w czystym rozpuszczalniku.

Zależność ta została wyprowadzona przez Wilhelma Ostwalda w 1888 r. na podstawie teorii dysocjacji elektrolitycznej.

## Bardzo słabe elektrolity
Jeżeli {\displaystyle \alpha \ll 1,} (wartości graniczne stopnia dysocjacji, od których można wprowadzić uproszczenie, podaje się różnie, np. 0,005, 0,025 lub 0,05) wówczas wyrażenie {\displaystyle 1-\alpha \approx 1} i równanie (1) można rozwiązać w sposób przybliżony:
{\displaystyle {\frac {K}{C}}\approx \alpha ^{2},}
skąd otrzymuje się stopień dysocjacji {\displaystyle \alpha {:}}
{\displaystyle \alpha \approx {\sqrt {\frac {K}{C}}}}
oraz stężenie formy zdysocjowanej {\displaystyle \alpha C{:}}
{\displaystyle C_{\mathrm {zdys.} }=\alpha C\approx {\sqrt {KC}}.}
Dla równania (2) dla {\displaystyle \alpha \ll 1} można zastosować analogiczne uproszczenie, uzyskując:
{\displaystyle \alpha \approx {\sqrt[{3}]{\frac {K}{4C^{2}}}}.}